# Enteara
Enteara är en ö i Eritrea.   Den ligger i regionen Norra rödahavsregionen, i den nordöstra delen av landet, 110 km öster om huvudstaden Asmara.